# Уладый
Улады́й — село в Кяхтинском районе Бурятии. Входит в сельское поселение «Малокударинское».

## География
Расположено на региональной автодороге 03К-024 (Мурочи — Малая Кудара — граница с Забайкальским краем) в 107 км к юго-восток-востоку от Кяхты на левом берегу реки Кудары при впадении речки Уладый, и в 3,5 км к юго-западу от центра сельского поселения — села Малая Кудара.

## Население
| 2002 | 2010 |
| ---- | ---- |
| 255  | ↘189 |

## Инфраструктура
Почтовое отделение, фельдшерско-акушерский пункт, продуктовый магазин.